# 朝儀
朝儀（ちょうぎ、英語: Imperial Council ）とは、王朝における朝廷の儀式の総称。以下では日本での朝儀について述べる。

## 朝儀の場と種類
朝儀とは、朝堂においておこなわれた、さまざまな公の儀式の総称である。朝儀は大きく、
1. 天皇即位儀、元日朝賀、任官、叙位、改元の宣詔、告朔などの朝拝を中心とする儀式
2. 節会や外国使への賜饗などの饗宴を中心とする儀式

に二分される。
奈良時代において、1.は天皇が大極殿に御し、大極殿門をはさんで朝廷には文武百官が列を組んで立ち並ぶかたちとなり、2.は大極殿門に天皇が出御し、朝堂が臣下のいる場所となった。平城宮におけるこの2つの形態は、平安時代の大内裏にも継承され、1.は朝堂院、2.は豊楽院にて執りおこなわれることとなった。

## 儀式・典礼
平安時代、朝儀や祭事、四季の行事などに関する形式と作法の次第を定めたものを「儀式」といい、その典拠となる先例（故実）を「典礼」と呼んでいる。儀式・典礼は、唐法における礼を基本としてつくられたものが多いとされる。儀式・典礼を知ることは、貴族社会において必須のこととしてきわめて重要視された。かれらが朝儀に参加し、その作法の先例を尊重して、正しく儀式次第をおこなうことこそが、公家の体面や資格にかかわるほどであった。そのため、院政期から鎌倉時代にかけて、朝廷で有職故実の学が生まれ、儀式書も多数記されることとなるが、これは、過ぎ去ったよき時代への懐古と尊重の念を基本としていた。

## 朝儀の成立
朝儀の成立は、各々の儀式それぞれに個別の事情があり時期も一定しないが、唐の律令の受容と深い連関があり、大宝元年（701年）完成の大宝律令によって、はじめて国家的な儀容の基本が整備されたものと考えられている。